# U-480
| U-480                                                                                    | U-480 | U-480 |
| ---------------------------------------------------------------------------------------- | --- | --- |
|                                                                                          | | |
|                                                                                          | | |
|                                                                                          | | |
| Під прапором                                                                             | Третій рейх | Третій рейх |
| Спуск на воду                                                                            | 14 серпня 1943 року                                                                                                | 14 серпня 1943 року                                                                                                |
| Виведений зі складу флоту                                                                | 29 січня 1945 року                                                                                                 | 29 січня 1945 року                                                                                                 |
| Сучасний статус                                                                          | затоплений | затоплений |
| Бойовий досвід                                                                           | Друга світова війна Битва за Атлантику                                                                             | Друга світова війна Битва за Атлантику                                                                             |
| Проєкт                                                                                   | | |
| Тип ПЧ                                                                                   | середній торпедний ДПЧ                                                                                             | середній торпедний ДПЧ                                                                                             |
| Вартість                                                                                 | 4 714 000 ℛℳ | 4 714 000 ℛℳ |
| Основні характеристики                                                                   | | |
| Швидкість (надводна)                                                                     | 17,9 вузлів | 17,9 вузлів |
| Швидкість (підводна)                                                                     | 8 вузлів | 8 вузлів |
| Робоча глибина занурення                                                                 | 100 м | 100 м |
| Гранична глибина занурення                                                               | 220 м | 220 м |
| Автономність плавання                                                                    | 135—174 км на швидкості 4 вузли (в підводному положенні) 11 470 км на швидкості 10 вузлів (у надводному положенні) | 135—174 км на швидкості 4 вузли (в підводному положенні) 11 470 км на швидкості 10 вузлів (у надводному положенні) |
| Екіпаж                                                                                   | 44-60 осіб | 44-60 осіб |
| Розміри                                                                                  | | |
| Довжина найбільша (по КВЛ)                                                               | 67,1 м | 67,1 м |
| Ширина корпусу найб.                                                                     | 6,2 м | 6,2 м |
| Висота                                                                                   | 9,6 м | 9,6 м |
| Середня осадка (по КВЛ)                                                                  | 4,74 м | 4,74 м |
| Водотоннажність надводна                                                                 | 769 т | 769 т |
| Силова установка                                                                         | | |
| дизель-електрична; 2 дизельних двигуни MAN M 6 V 40/46, 2 електродвигуни BBC GG UB 720/8 | | |
| Гвинти                                                                                   | 2 | 2 |
| Потужність                                                                               | 2 × 2100—2310 к.с. (дизелі) 2 × 750 к.с. (електродвигуни)                                                          | 2 × 2100—2310 к.с. (дизелі) 2 × 750 к.с. (електродвигуни)                                                          |
| Озброєння                                                                                | | |
| Артилерія                                                                                | 1 × 88-мм палубна гармата SK C/35                                                                                  | 1 × 88-мм палубна гармата SK C/35                                                                                  |
| Торпедно- мінне озброєння                                                                | 4 носових і один кормовий ТА 14 торпед або 26 мін TMA                                                              | 4 носових і один кормовий ТА 14 торпед або 26 мін TMA                                                              |
| ППО                                                                                      | 1 × 37-мм зенітна гармата Flak M42 2 × 20-мм зенітні гармати FlaK 30                                               | 1 × 37-мм зенітна гармата Flak M42 2 × 20-мм зенітні гармати FlaK 30                                               |

U-480 — німецький підводний човен типу VIIC часів Другої світової війни.
Замовлення на будівництво човна було віддане 10 квітня 1941 року. Човен був закладений на верфі суднобудівної компанії «Deutsche Werke AG» у місті Кіль 8 грудня 1942 року під заводським номером 311, спущений на воду 14 серпня 1943 року, 6 жовтня 1943 року увійшов до складу 5-ї флотилії. Також за час служби входив до складу 9-ї та 11-ї флотилій. Єдиним командиром човна був оберлейтенант-цур-зее Ганс-Йоахім Ферстер.
Човен зробив 3 бойові походи, в яких потопив 2 судна (загальна водотоннажність 12 846 брт) та 2 військові кораблі (загальна водотоннажність 1 775 т).
Затонув після 29 січня 1945 року у Ла-Манші південно-західніше Портсмута (50°22′ пн. ш. 01°44′ зх. д. / 50.367° пн. ш. 1.733° зх. д.) підірвавшись на міні британського мінного поля. Всі 48 членів екіпажу загинули.

## Потоплені та пошкоджені кораблі[3]
| Назва     | Тип            | Належність      | Дата           | Тоннаж (БРТ) | Вантаж | Статус     | Місце                                                      |
| «Олберні» | корвет         | Канада          | 21 серпня 1944 | 925          |        | потоплений | 50°18′ пн. ш. 00°51′ зх. д. / 50.300° пн. ш. 0.850° зх. д. |
| «Лоялті»  | тральщик       | Велика Британія | 22 серпня 1944 | 850          |        | потоплений | 50°09′ пн. ш. 00°41′ зх. д. / 50.150° пн. ш. 0.683° зх. д. |
| Fort Yale | вантажне судно | Велика Британія | 23 серпня 1944 | 7 134        |        | потоплено  | 50°23′ пн. ш. 00°55′ зх. д. / 50.383° пн. ш. 0.917° зх. д. |
| Orminster | вантажне судно | Велика Британія | 25 серпня 1944 | 5 712        | Баласт | потоплено  | 50°09′ пн. ш. 0°44′ зх. д. / 50.150° пн. ш. 0.733° зх. д.  |